# 胡小石

胡小石（1888年—1962年3月16日），名光煒，字小石，號倩尹，又號夏廬，齋名願夏廬，晚年別號子夏、沙公。江蘇南京人，原籍浙江嘉興，中国文字學家、文學家、史學家、書法家、藝術家。於古文字、聲韻、訓詁、群經、史籍、諸子百家、佛典、道藏、金石、書畫之學，以至辭賦、詩歌、詞曲、小說、戲劇，無所不通，尤以古文字學、書學、楚辭、杜詩、文學史最為精到。
1888年生於南京。少承家學。1909年畢業於兩江優級師範學堂。一生長期執教，曾在明智大學、武昌高等師範學校、西北大學、四川國立女子師範學院等校任教，歷任北京女子高等師範學校教授兼國文部主任，雲南大學教授兼文學院院長，金陵大學教授兼國文系主任，國立東南大學中文系教授、國立中央大學中文系教授兼系主任與文學院院長、南京大學中文系教授兼系主任與文學院院長，南京大學圖書館館長。

## 生平

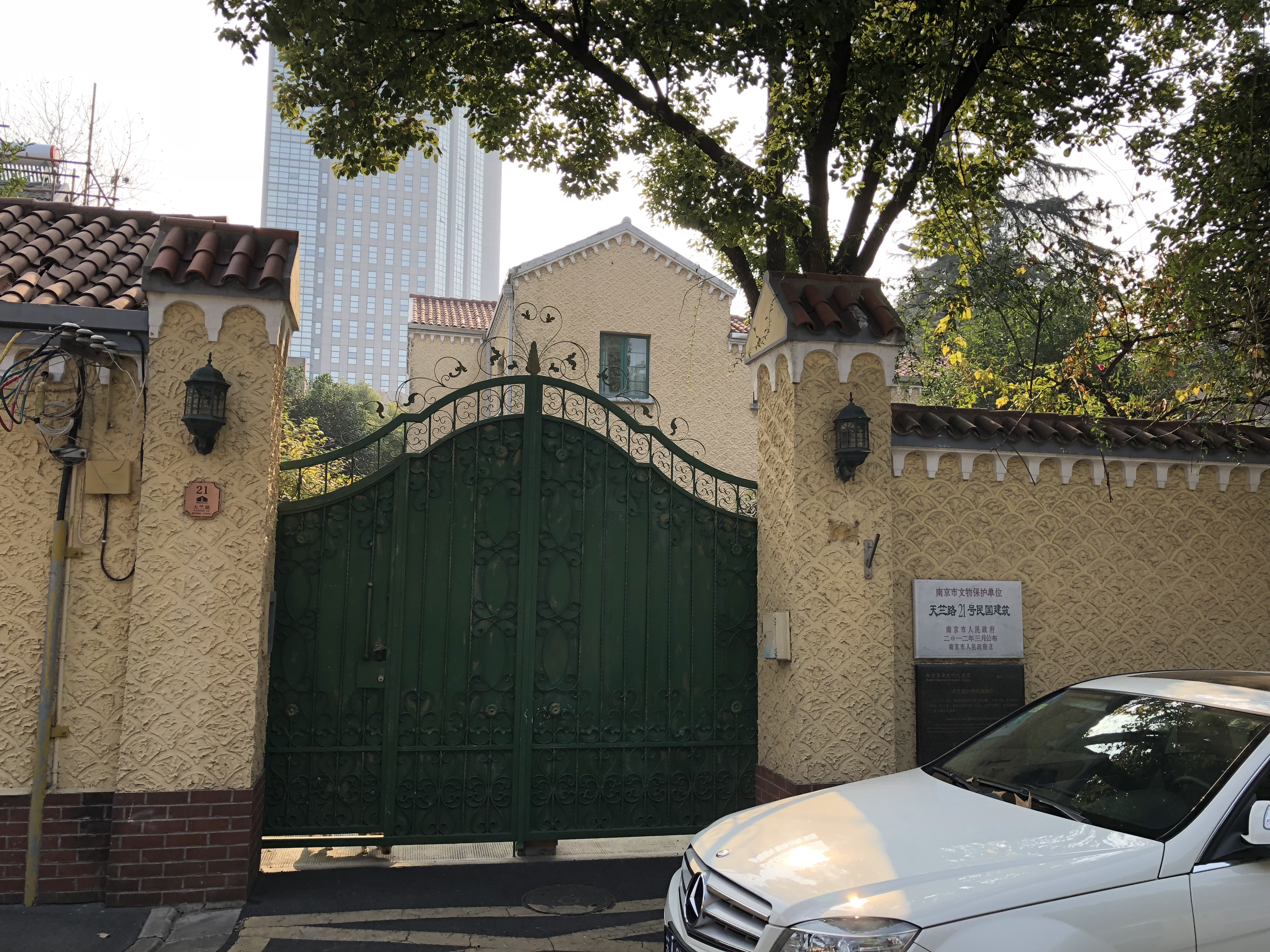
天竺路21号 曾为胡小石寓所

1888年8月16日，陰曆七月九日生於南京。父親胡季石，清舉人，為刘熙载門人，長於古文和書法，家藏文物、典籍甚富。
1893年在家受教于父，開始誦讀《爾雅》等書。1899年父亡。家貧，依靠母親手工勞動收入及少量房屋租金維持生活。
1905年3月，考取寧屬師範學堂簡易科，學習普通學及教育學說。
1906年6月 寧屬師範畢業。9月，考兩江師範學堂預科。
1907年2月，考取兩江師範學堂，插班入農博分類科，學習生物、礦物、地質等理論。習《鄭文公碑》、《張黑女墓誌》。
1909年12月，從兩江師範學堂畢業。
1910年2月，畢業後留校任兩江師範學堂附中博物院教員。與同學楊仲子之妹秀英結婚。
1912年3月，任江蘇第四師範學校博物教員。
1913年1月，由李梅庵介紹，任長沙明德中學博物教員。
1914年4月，因病離開長沙回南京，住城南新橋梧桐樹。8月，任江蘇第一女子師範學校教員。教博物，後兼教國文。
1916年系統學習研究古代文學，曾手抄四本《仲尚雜記》。
1917年8月，由李梅庵介紹，到上海任倉聖明智大學國文教員。冬，臥病在家。
1918年1月，應李梅庵之召，到上海李家任家塾塾師。寫成《金石蕃錦集》（二冊），由震亞書局出版石印本。
1920年11月，由陳中凡推薦，受聘北京女子高等師範學校，任教授兼國文部主任，教文學史、修辭學、詩歌選作等。
1921年致力於楚辭之學，撰論《招魂》、論《離騷》、論《九歌》等文章。開始鑽研甲骨文字。
1922年7月，因與校當局不合，離開北京女師。
1923年撰寫《梧城周君傳》、《論治選學之派別》、《論文選之長有五》、《杜詩批評》、《屈原賦考講義》、《楚辭辯名》、《張若虛事蹟考略》、《漢至宋書目考》、《莊子天下篇》、《荀子非十二子篇》、《宋代文學論》、《甲骨文字用點例》等。另作《武昌雜詩》一集。
1924年3月，任西北大學國文系教授兼系主任。9月，任金陵大學教授兼系主任。
1927年8月，任第四中山大學（原東南大學，次年改爲中央大學）專職教授、系主任及中文研究所主任，教文學史、甲骨文、金文、楚辭、杜詩、書學史等。
1928年春，將自1921年至1928年間主講的“中國文學史”課程，取學生蘇拯的筆記加以審核，題名為《中國文學史講稿·上編》，共十一章，由上海人文出版社排印出版。
1929年先後有《真、草二體臨古四屏》、《臨王獻之十三行軸》等書作。
1930年研習鍾繇書法、北魏造像、劉平國開道貌岸然記、甲骨文、金文、秦詔版等。
1931年秋，在中央大學講授甲骨文及金文課程，倡導銅器上文字的變遷與花紋相適應之說，主張將文字、花紋作綜合的研究。
1934年9月，為金陵大學成立的國學研究班講授“書法史”。
1935年9月，為金陵大學國學研究班開設“程瑤田考古學”課。
1936年由葉楚傖介紹參加中國文藝社。
1937年8月，竭數年之精力，鑽研聲音與訓詁之關係，成《聲統表》上下卷，發表于《金陵學報》。
1938年受聘為教育部中國古代文學部聘教授。
1939年8月，到昆明兼任雲南大學教授兼文法學院院長，教詩選和楚辭。先後有《臨鍾繇書倦》、《臨甲骨文》、《臨金文》、《臨秦詔版》等作。
1940年1月，離開雲南大學回重慶中央大學。8月，再次到昆明兼任雲南大學教授兼文法學院院長，教詩選和楚辭。
1941年1月，離開昆明雲南大學，回重慶中央大學。2月，任白沙女師學院教授，教散文、文學史和詩選。因在白沙作詩較多，題款多用“沙公”。
1944年 56歲9月，任中央大學文科研究所中國文學部主任。
1946年春，在重慶參加中華全國美術協會，任監事。8月，任金陵大學兼職教授，教文學史、詩選和楚辭。在南京參加全國文藝作家協會，任理事。
1949年1月31日，由於國民政府遷台，中央大學教授會投票選舉產生“中央大學校務維持會”，選舉歐陽翥、梁希、胡小石等11人為委員。8月8日，國立中央大學改名為國立南京大學，成立了由梁希、張江樹、胡小石等21人組成的國立南京大學校務委會員。任文學院院長。1950年任南京大學教授，兼任金陵大學教授。在南京中澳文化協會、金陵大學講演《南京在中國文化史上的地位》。3月9日，國立博物院籌備處改為國立南京博物院，受聘為顧問。
1951年為南大中文系研究生講《說文解字》部首，整理講稿，成《說文部首疏證》。
1952年8月 任南京大學教授兼圖書館館長。
1953年65歲1月16日，為南京博物院、華東文物工作隊和南京故宮分院作《中國文字與書法》講座。
1954年9月，為南大中文系四年級學生講《楚辭》。
1956年68歲在江蘇文藝聯合會演講《屈原與古神話》。
1958年整理數十年散見於課堂講授中研究甲骨文的心得和成果，彙集為《讀契劄記》。
1959年開始著《廣韻正讀》一書。先後有《續李瑞清後跋王鐸書卷》、《蔔運算元行書卷》、《臨中秋帖軸》、行書《臨米芾書軸》、行楷書《即是遠嗣五言聯》等書作。
1962年3月16日晨7時43分逝世。

## 學術
胡小石是甲骨文學者。1924年著《甲骨文例》，開甲骨文文法研究之先河。1930年代，另一著作《临甲骨文》問世。

### 詩詞
胡小石少年以才氣聞名，早年在兩江師範求學時，詩文名噪一時；陳中凡回憶，一次和不輕于許人的周實丹同登清涼山，品茶于掃葉樓，看到牆上有署胡小石名的詩句雲：“清絲流管渾拋卻，來聽山中掃葉聲”，不由擊節讚歎。陳散原稱胡小石的七绝詩作“仰追劉賓客，為七百年來罕見。”曾昭燏評價他“所作絕句，直追中晚唐。偶作小令，有宋人風致。”
胡小石詩詞作品甚多，晚年曾厘為六卷，1949年前四卷：《磐石集》、《峽林》、《無同沙詞》、《蜩樓草》；1949年后兩卷：《東風堂集》(1949年后古今體詩)、《夏廬長短句》(畢生所填小令詞)。其中，《無同沙詞》、《蜩樓草》有親筆定稿，《夏廬長短句》有曾憲洛鈔本，餘皆未定。1962年胡小石去世，其在聯合國任職之長子胡令德回大陸治喪，欲將其書詩集帶到香港影印出版，因時任南大校長郭影秋力主在內地先行出版之故，未能帶出。遂后胡小石次子楊白華（繼舅家改姓楊氏）廣為收羅，編為詩詞全集，寄往中華書局，中華書局以當時內地出版社尚無印行現代人舊體詩詞先例為由，以政治原因退稿胡小石遺著整理委員會。未幾，文革驟起，書稿被毀。1986年，在南大中文系資料室中意外發現胡小石遺物一捆，大半為其論著底稿、油印授課講義及參考資料，尚有民國初年所作雜鈔詩函稿。吳白匋等人多方搜集增補，彙印《願夏廬詩詞鈔》，收入詩251首、詞19闋，“約存全貌之半。”

### 書法
胡小石師從學院書法教育先驅李瑞清，是金石書派重要代表人物。和林散之、蕭嫻、高二適合稱“金陵書法四老”。
1934年9月，胡小石為金陵大學國學研究班講授“書法史”，這是中國書法教育史上最早為研究生開設的書法史課程。
胡小石書法特點：用筆以碑體的方筆為主，沉著、厚實、老硬，並於沉雄之中有豪邁之氣。結體佈局，不拘一格。字的中宮緊收，主筆畫能放則放，神縱、蕩漾。

## 逸事
胡小石授課，別具一格。據周勳初回憶，胡小石給研究生上課時，常常“用一塊舊的包袱，包起一迭厚厚的書，置於座位左前方。當講到什麼具體問題，就打開包袱，取出有關的書，按照預先夾好的紙條檢出材料，讓大家傳觀。” 胡小石講《楚辭》，有文回憶：東南大樓大教室內，燈光明亮，座無虛席。胡小石身著長衫，手持長劍，緩步上臺，掌聲響成一片。先生站定，舉劍曰：“劍，能陸斷馬牛，水擊鵠雁，當敵力斬。自古名士多愛劍，屈原也不例外。”言罷，先生突然“嗖”地一下拔劍出鞘，劍鋒寒光逼人。其時，有學生回首望去，“皓月當空，東南大樓門廳與過道內，擠滿了慕名而來的旁聽者，門外草坪上，也坐滿了手拿筆記本的學生。” 胡小石講唐詩，程千帆曾回憶，有一次課堂上，先生讀著讀著柳宗元的《酬曹侍御過象縣見寄》，便情不自禁地拿著書唱了起來，唱了一遍又一遍。五六遍之後，先生把書一擲，對諸生說：“你們走吧，我什麼都告訴你們了。”
胡小石曾說自己“平生有三好，一好讀書，二好賦詩揮毫，三好東坡肉”，陶醉于和弟子、友人飲酒賦詩、縱論文史。吳翠芬有文追憶：“逢春秋佳日，（小石師）常邀弟子二三人出遊，餘多隨侍。相與攀牛首，登棲霞，探石頭城之故跡，攬莫愁湖之勝景。嘗于夏日荷花開時，天才微明，即往玄武湖，載一葉扁舟，破迷茫之晨霧，搖入荷花深處，輕風拂面，幽香沁人，以為斯樂南面不易。又嘗于櫻花盛開之際，遊孝陵及梅花山，坐花下高吟唐人絕句，音調清越，回蕩于林木間，其雅懷高致可見矣。”  胡小石好美食，授課之余，常邀學生數人，在金陵城内幾個老字號菜館品嘗佳餚，金陵菜中有一道菜，名曰“胡先生豆腐”，便出自胡小石。
胡小石好昆曲。抗戰前南京逢有昆曲演出，每場必到，常常是與黃侃合買票數十張，邀請弟子們一起觀看，每到精絕處，他一鼓掌，學生就在後排回應，齊聲叫好，向演員表示鼓勵。 
胡小石不事權貴。1946年時國民政府主席蔣介石六十壽辰時，朝野各色人等競相獻禮，或撰頌辭，或獻九鼎。有一“民意機構”派人請胡小石撰寫壽文，胡小石一口回絕。來人問道：“前時美軍將領史迪威逝世，那次公祭典禮上的祭文，不是由先生寫作的麼？”胡小石答道：“史迪威將軍來中國幫助我們抗戰，所以我才為他寫祭文。再說，我只會給死人寫祭文，不會替活人寫壽文。”來人聞之變色，悻悻而去。

## 其他

### 與師長梅庵先生
兩江師範學堂監督李瑞清（號梅庵）有一次親自出題測試學生，於答卷中發現學農博的胡小石居然能作《儀式》方面的文章，於是青睞有加，親自在課餘授其傳統國學。胡小石後又跟與梅庵過從甚密的沈曾植、曾農髯、王靜安、鄭大鶴等人學帖學、金石文字學及書畫、甲骨學等。
1920年秋，梅庵先生在滬病逝，胡小石與梅庵同鄉摯友曾農髯共理喪事，遵其“歸葬金陵”的遺言，將其遺體安葬于南京城郊牛首山雪梅嶺羅漢泉，墓旁植梅300株，築室數間，名“玉梅花庵”。 
胡小石是梅庵先生的傳人，後人評胡小石“近得梅庵北派之真髓，兼受農髯南派之薰沐，遠紹兩周金文之異變，秦權詔版之規範，漢簡八分之寬博。”胡小石一生敬仰梅庵先生，每年逢梅庵先生忌日，必定素食；至清明節必親赴牛首山掃墓。抗戰後幾經戰亂，李墓竟無跡可尋。1949年後，胡小石曾讓學生侯鏡昶代為尋訪，但遍訪未果，直至1970年代末才找到李瑞清墓園，益撰文“清道人其人其墓”，記述李瑞清的生平、功業及他與胡小石之間綿長的師長情誼。2002年，南京大學主持進行了李瑞清墓的修繕。

## 著作
- 《甲骨文例》（1924）
- 《遠遊疏證》（1926）
- 《說文古文考》（1927）
- 《金文釋例》（1928）
- 《古文變遷論》（1933）
- 《齊楚古金表》（1934）
- 《聲統表》（1937）
- 《江津縣方言志》
- 《說文部首疏證》
- 《楚辭辨名》
- 《書庫方二氏藏甲骨卜辭印本》
- 《金石蕃錦集》
- 《屈原賦考講義》
- 《中國文學史》
- 《願夏廬詩鈔》（吳白匋）